# David Morales Bello
David Morales Bello (ur. 1921, zm. 13 kwietnia 2004 w Caracas) – wenezuelski polityk i prawnik.

## Życiorys
Był liderem partii Accion Democratica; senator, wybrany na przewodniczącego Kongresu, pełnił tę funkcję w latach 90., m.in. podczas nieudanego przewrotu Hugo Cháveza w 1992 roku.